# Énergie éolienne en Inde

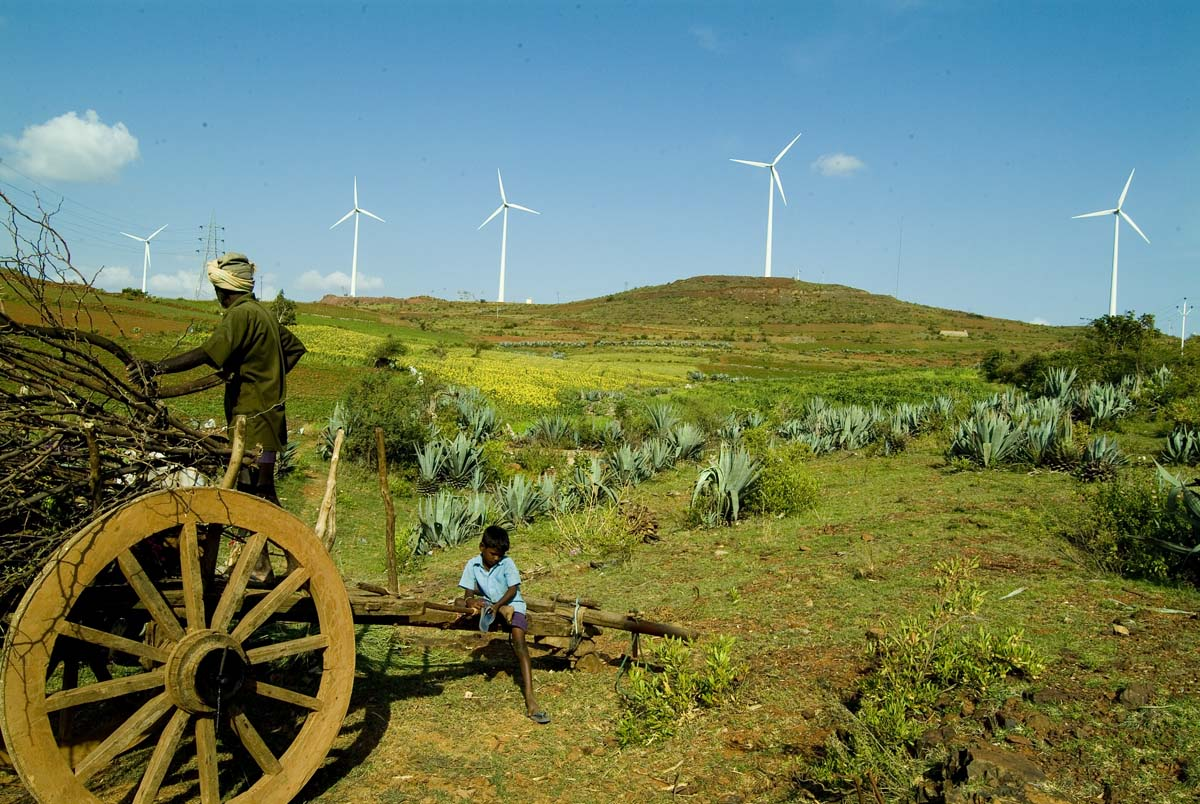
Parc éolien au Rajasthan.

L'énergie éolienne devient peu à peu une source d'énergie importante en Inde : l'éolien fournissait 4,0 % de la production électrique indienne en 2024.
L'Inde était en 2024 le 5e producteur mondial d'électricité éolienne avec 3,2 % du total mondial. Elle était au 4e rang fin 2024 pour sa puissance installée avec 4,2 % du total mondial.
L'Inde compte un acteur majeur du secteur éolien mondial : Suzlon Energy, qui était en mars 2012 le cinquième fabricant mondial de turbines éoliennes mais ne figure plus dans les dix premiers en 2016.

## Potentiel éolien

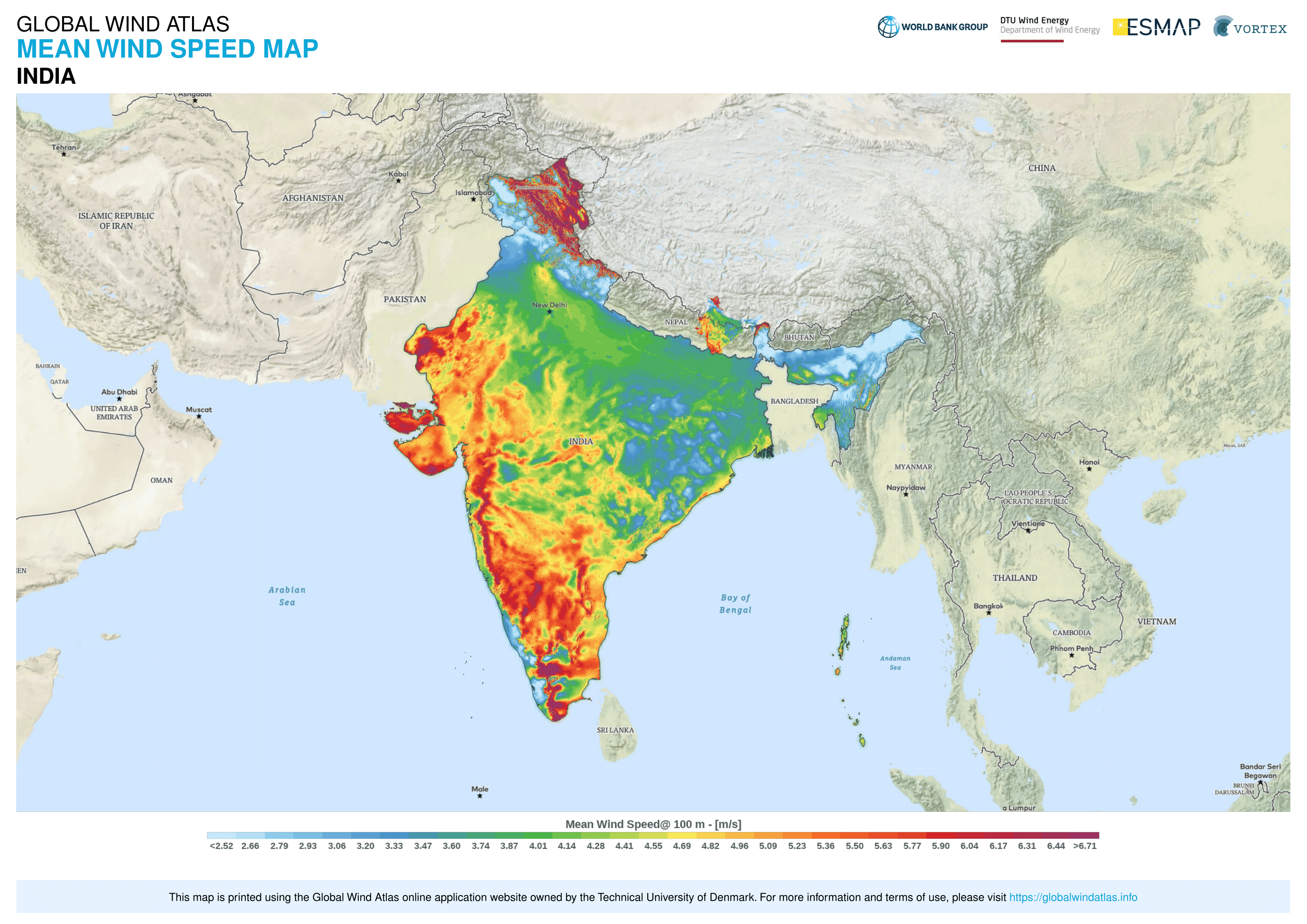
Carte de la vitesse moyenne du vent en Inde

Le National Institute of Wind Energy (NIWE) de Chennai a installé un réseau de 836 stations de mesure du vent qui lui ont permis d'évaluer le potentiel éolien à 80 mètres au-dessus du sol à 102,8 GW, dont 35,1 GW dans le Gujarat, 14,5 GW dans l'Andhra Pradesh, 14,2 GW dans le Tamil Nadu et 13,6 GW dans le Karnataka ; une évaluation plus récente (2017-18) utilisant un modèle numérique a permis d'estimer le potentiel éolien à 100 mètres au-dessus du sol à 302 GW, dont 84,4 GW dans le Gujarat, 55,9 GW dans le Karnataka, 45,4 GW dans le Maharashtra, 44,2 GW dans l'Andhra Pradesh et 33,8 GW dans le Tamil Nadu.
L'Inde est dotée d'un littoral de 7 600 km. Le NIWE estime le potentiel éolien à 302 GW à 100 mètres et 695,5 GW à 120 mètres de hauteur de moyeu. Plus de 95 % des ressources éoliennes commercialement exploitables sont concentrées dans sept États.

## Production

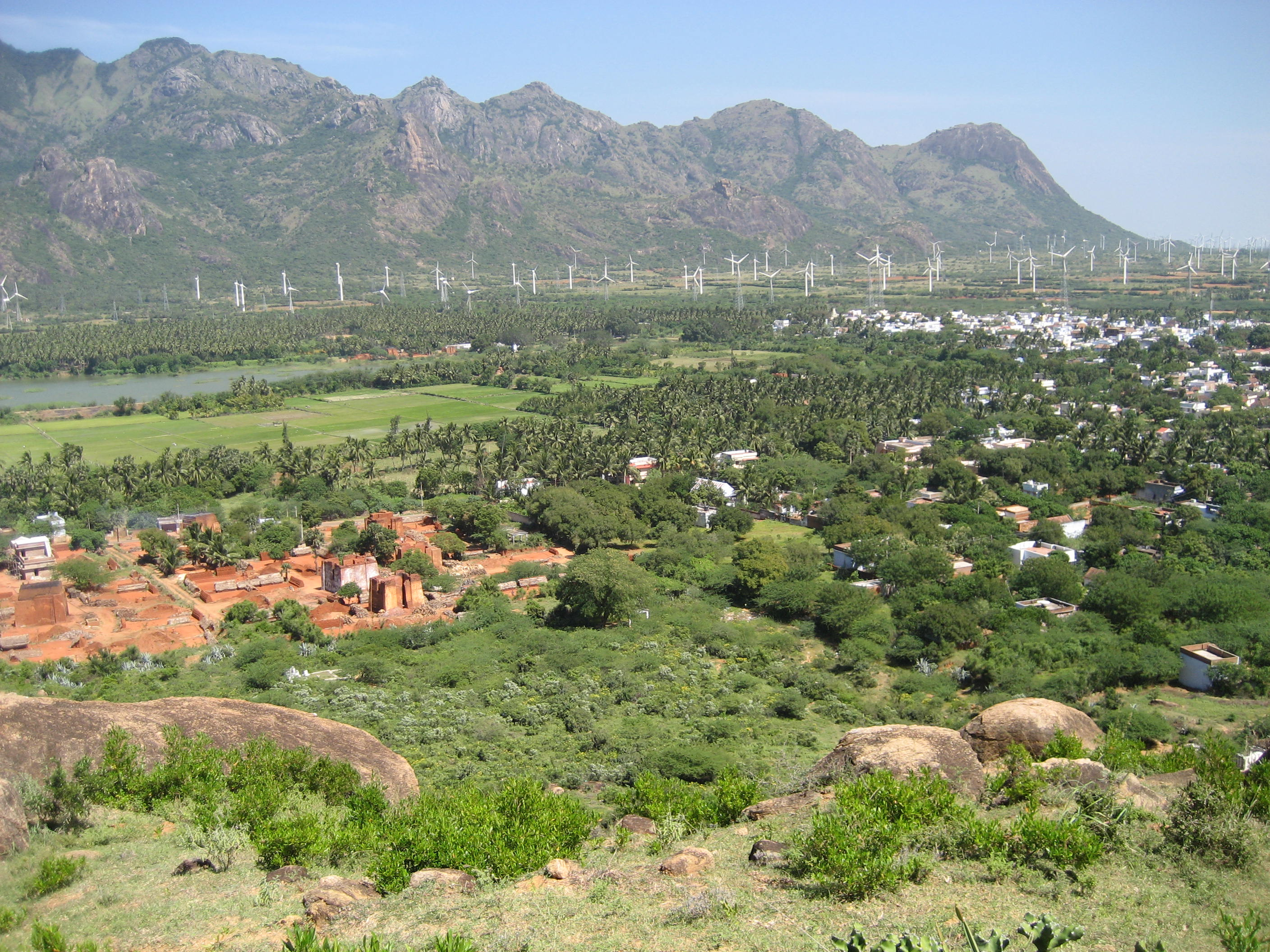
Parc éolien d'Aralvaimozhi dans le Tamil Nadu.

L'Energy Institute estime la production d'électricité éolienne en 2024 à 81,5 TWh, soit 4,0 % de la production d'électricité du pays, au 5e rang mondial avec 3,2 % de la production mondiale, derrière la Chine (39,7 %), les États-Unis (18,2 %), l'Allemagne (5,5 %) et le Brésil (4,3 %).
La production d'électricité éolienne s'élevait en 2022 à 80,7 TWh, soit 4,4 % de la production d'électricité de l'Inde, au 5e rang mondial avec 3,8 % du total mondial, derrière la Chine (36,0 %), les États-Unis (20,7 %), l'Allemagne (5,9 %) et le Brésil (3,85 %).
| Année | Production (GWh) | Accroissement | Part prod.élec. |
| 1995  | 529              |               | 0,1 %           |
| 2000  | 1 684            |               | 0,3 %           |
| 2005  | 6 211            |               | 0,9 %           |
| 2006  | 9 763            | +57 %         | 1,3 %           |
| 2007  | 11 796           | +21 %         | 1,4 %           |
| 2008  | 13 894           | +18 %         | 1,6 %           |
| 2009  | 18 797           | +35 %         | 2,0 %           |
| 2010  | 19 657           | +5 %          | 2,0 %           |
| 2011  | 24 531           | +25 %         | 2,3 %           |
| 2012  | 30 115           | +23 %         | 2,7 %           |
| 2013  | 33 168           | +10 %         | 2,8 %           |
| 2014  | 36 424           | +13 %         | 2,8 %           |
| 2015  | 35 075           | -4 %          | 2,6 %           |
| 2016  | 48 281           | +38 %         | 3,3 %           |
| 2017  | 54 994           | +14 %         | 3,6 %           |
| 2018  | 65 710           | +19 %         | 4,1 %           |
| 2019  | 70 949           | +8 %          | 4,3 %           |
| 2020  | 67 307           | -5 %          | 4,4 %           |
| 2021  | 75 453           | +12 %         | 4,6 %           |
| 2022  | 80 714           | +7 %          | 4,4 %           |
| 2023  | 82 100           | +2 %          | 4,2 %           |
| 2024  | 81 500           | -0,7 %        | 4,0 %           |

## Puissance installée

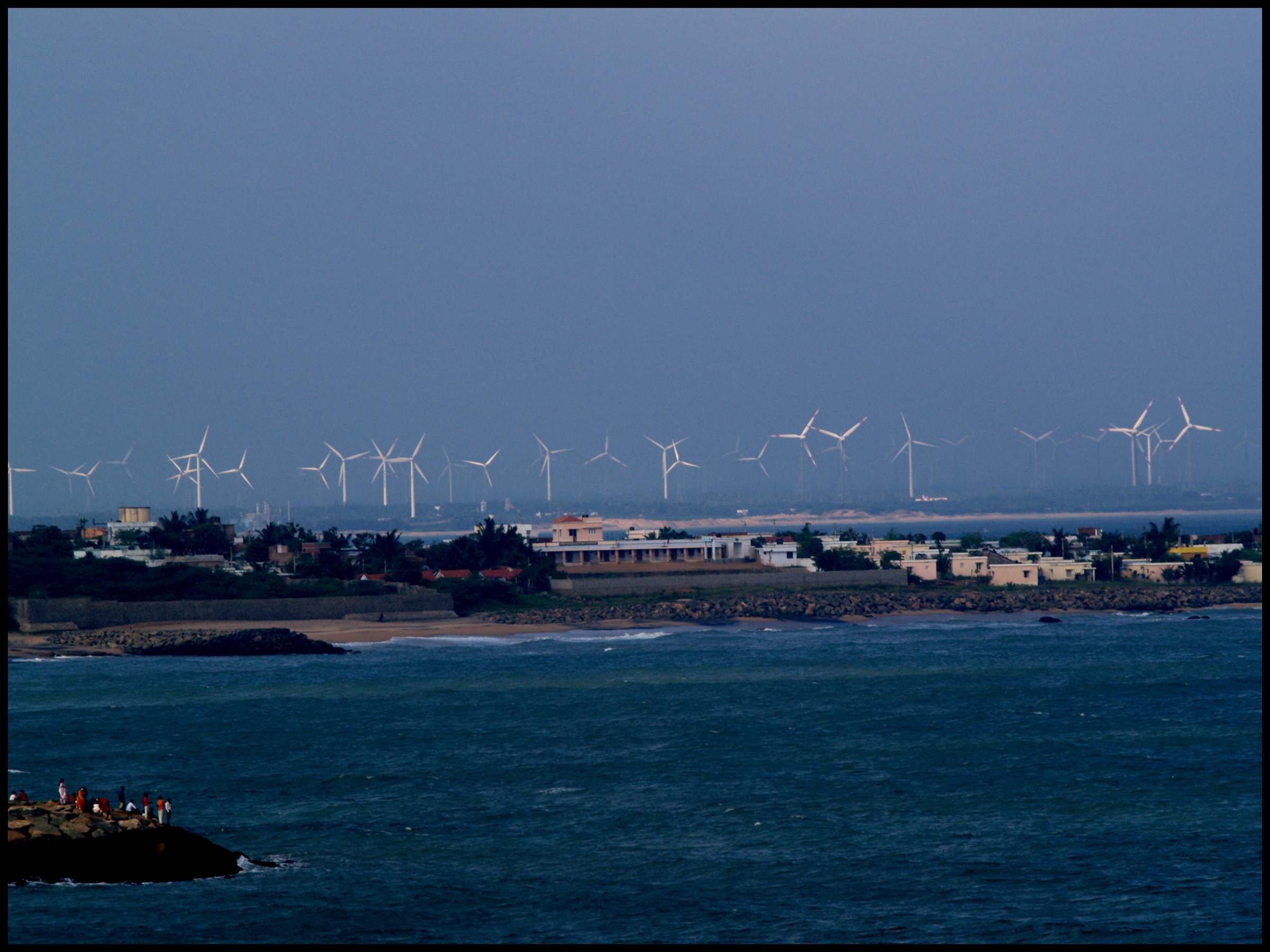
Parc éolien de Kanyakumari dans le Tamil Nadu.

L’Inde se classait fin 2024 au 4e rang mondial pour sa puissance installée éolienne de 48 156 MW, soit 4,2 % du total mondial, derrière la Chine (520 600 MW, soit 45,8 %), les États-Unis (154 258 MW, 13,6 %) et l'Allemagne (72 786 MW, 6,4 %), alors que la population indienne représente 17,2 % du total mondial. Cette puissance s'est accrue de 3 420 MW (+7,6 %) au cours de l'année 2024. C'est l'accroissement le plus important depuis 2017. La plupart des nouveaux parcs sont situés dans le Gujarat, le Karnataka et le Tamil Nadu. Le Plan national de l'électricité pour 2022-2032 prévoit 73 GW en 2026-27 et 122 GW en 2031-32. En 2024, les appels d'offres ont sélectionné des projets éoliens terrestres d'un total de 27,3 GW.
L’Inde se classait fin 2023 au 4e rang mondial pour sa puissance installée éolienne de 44 736 MW, soit 4,4 % du total mondial, derrière la Chine (43,2 %), les États-Unis (14,7 %) et l'Allemagne (6,8 %). Cette puissance s'est accrue de 1 973 MW (+13,8 %) au cours de l'année 2023.
En septembre 2023, les projets éoliens sélectionnés par appels d'offres totalisent 13 GW, et les entreprises publiques ont annoncé des enchères pour 21 GW.
L’Inde se classait fin 2022 au 4e rang mondial pour sa puissance installée éolienne de 41 930 MW, soit 4,6 % du total mondial, derrière la Chine (40,3 %), les États-Unis (15,9 %) et l'Allemagne (7,3 %). Cette puissance s'est accrue de 1 459 MW (+4,6 %) au cours de l'année 2022.
En 2021, l'Inde était au 4e rang mondial avec 4,8 % du total mondial. Cette puissance s'est accrue de 1 847 MW (+3,8 %) au cours de l'année 2021.
En 2020, la part de l’Inde était de 5,2 % du total mondial. Sa puissance s'est accrue de 1 119 MW (+3 %) au cours de l'année 2020 après +2 377 MW en 2019.
Le parc éolien de l’Inde était déjà au 4e rang mondial fin 2019 (5,9 % du total mondial). Les installations réalisées au cours de l'année 2018 ont atteint 2 191 MW, soit 4,3 % du marché mondial ; elles ont accru de 6,7 % la puissance du parc éolien indien, progression inférieure à celle du parc mondial : +9,5 %.
Fin décembre 2017, la capacité installée éolienne atteignait 32 848 MW, surtout dans les états de :
- Tamil Nadu (7 969,5 MW) ;
- Gujarat (5 537,4 MW) ;
- Maharashtra (4 777,6 MW) ;
- Rajasthan (4 281,7 MW) ;
- Karnataka (3 793,1 MW) ;
- Andhra Pradesh (3 734,7 MW) ;
- Madhya Pradesh (2 497,8 MW) ;

ces 7 états totalisent plus de 99 % du total installé.
L'Inde se classait fin 2014 au 5e rang mondial avec une puissance installée de 22 465 MW, soit 6,1 % du total mondial ; cette puissance s'est accrue de 2 315 MW (+11,5 %) au cours de l'année 2014 (monde : +16,2 %). 
La puissance installée était de 20,15 GW fin 2013 (+9,4 %) ; en 2013, le marché indien (1 729 MW) était en baisse de 26 % après avoir déjà fortement reculé en 2012 du fait de la réduction des incitations fiscales ; le gouvernement les a rétablies en 2013 pour cinq ans.

## Éolien en mer
En 2022, le ministère des énergies nouvelles et renouvelables (MNRE) fixe une trajectoire d'appels d'offres de 37 GW d'éolien en mer d'ici 2030 ; il publie, avec l'aide de l'Agence de l'énergie danoise, un plan décrivant un portefeuille de quinze projets offshore.
Le MNRE lance le 14 novembre 2022 le premier appel d’offres pour l’éolien en mer dans le pays. Cinq zones au large du Tamil Nadu, pouvant accueillir 4 GW, sont mises aux enchères.
En 2024 sont annoncés un appel d'offres de 4 GW au Tamil Nadu et un projet de 500 MW au large des côtes du Gujarat.

## Principaux parcs éoliens
La base de données The Windpower recense 765 parcs éoliens indiens totalisant 45,3 GW en mars 2023.
| Nom du parc                                                   | Localisation                          | Nb éol.* | MW*  | Date mise en service |
| Muppandal,                                                    | district de Kanniyakumari, Tamil Nadu | 3000     | 1500 | 1993-2012 ?          |
| Jaisalmer,                                                    | district de Jaisalmer, Rajasthan      |          | 1064 | 2001-2012            |
| Vankusawade                                                   | Satara, Maharashtra                   | 824      | 570  | 1998-2015 ?          |
| Brahmanvel                                                    | Maharashtra                           | 451      | 528  | 2006-2012            |
| Dhalgaon                                                      | Maharashtra                           | 246      | 278  | 2005-2012            |
| * Nb éol.= nombre d'éoliennes ; MW : Capacité installée (MW). |                                       |          |      |                      |

## Principaux acteurs
La compagnie indienne Suzlon Energy, créée en 1995, a honoré son premier contrat aux États-Unis en 2003 pour fournir 24 turbines au sud du Minnesota ; en 2006, elle rachète son fournisseur belge Hansen Transmissions pour 565 millions de dollars ; en 2007, elle rachète la participation d'Areva dans REpower ; elle avait dès 2006 une part de marché de 7,7 % au niveau mondial. Suzlon est le principal fabricant de turbines éoliennes pour le marché indien, avec 43 % de part de marché dès 2007. Le succès de Suzlon a fait de l'Inde le leader des pays émergents dans la technologie avancée des turbines éoliennes. Suzlon était en mars 2012 le cinquième fabricant mondial de turbines éoliennes par sa capacité installée cumulée avec 20 500 MW d'installations dans 32 pays, dont 7566 en Inde, 3481 aux États-Unis, 2281 en Allemagne, 1385 en France et 1163 en Chine.
Parmi les dix premiers fabricants mondiaux en 2015, cinq sont chinois, mais aucun indien.

## Politique énergétique

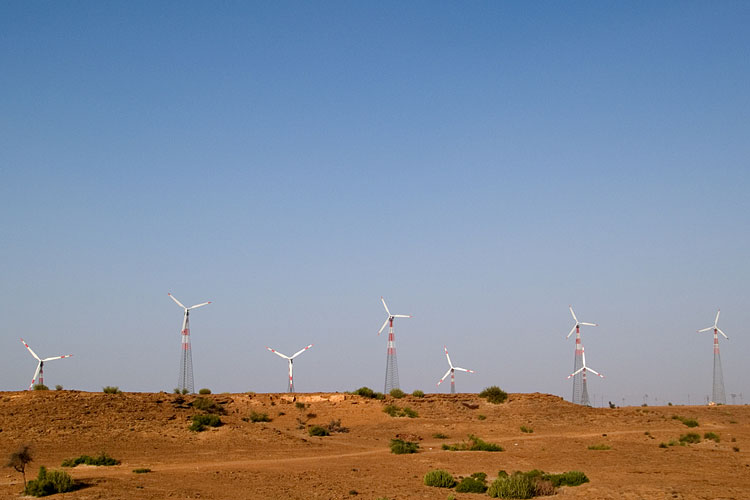
Parc éolien dans le désert de Thar, près de Jaisalmer au Rajasthan.

En 2022, le Ministère des énergies nouvelles et renouvelables (MNRE) fixe une trajectoire d'obligations d'achat renouvelables jusqu'à 2030, avec un objectif d'appels d'offres de 8 GW d'éolien terrestre par an de 2023 à 2030 ; il fixe également une trajectoire d'appels d'offres de 37 GW d'éolien en mer d'ici 2030 ; il publie, avec l'aide de l'Agence de l'énergie danoise, un plan décrivant un portefeuille de quinze projets offshore.
L'État indien soutient le développement de l'éolien par une série d'avantages fiscaux, dont une exemption d'impôt sur les bénéfices pendant dix ans, ainsi que par un programme de subventions : Generation Based Incentives (GBI). L'État fédéral a organisé trois appels d'offres en 2017, pour un total de 4 000 MW, qui ont produit des tarifs décroissants : 3,46 Rs/kWh (environ 5 c€/kWh), puis 2,64 Rs/kWh et 2,44 Rs/kWh ; les états du Gujarat, du Tamil Nadu et du Maharashtra ont organisé leurs propres appels d'offres.
En 2013, le marché indien (1 729 MW) est en baisse de 26 % après avoir déjà fortement reculé en 2012 du fait de la réduction des incitations fiscales ; le gouvernement les a rétablies en 2013 pour cinq ans (les Generation Based Incentives - GBI représentent une subvention de 0,5 roupie/kWh, soit 0,6 c€/kWh) et a fixé un objectif de 100 GW installés en 2022.
Le premier ministre Narendra Modi élu en mai 2014 est un fervent partisan des énergies renouvelables, qu'il avait promues lorsqu'il était premier ministre du Gujarat, au point que cet état rassemblait plus du tiers de la capacité installée solaire de l'Inde à la fin 2013. Le ministre indien de l'Énergie a déclaré début octobre 2014 au journal britannique The Guardian que son gouvernement s'engage à donner accès à l'électricité à chaque foyer indien d'ici à 5 ans (au moins une ampoule électrique par foyer), et à supprimer l'usage des générateurs au diesel, alors qu'actuellement plus de 300 millions indiens ne sont pas reliés au réseau électrique. Quant à l'éolien, l'Inde se situe déjà au 5e rang mondial, avec 21,1 GW installés en mars 2014. Le pays dispose d'un potentiel de 102 GW pour le seul éolien terrestre selon l'association indienne de l'éolien. En outre, l'Inde, qui dispose de 7 600 km de côtes, se lance dans l'éolien offshore. Un protocole d'accord a été signé début octobre pour la construction de son premier parc de démonstration de 100 MW au large des côtes de l'État de Gujarat. le nouveau gouvernement envisageant de passer rapidement à un rythme de 6 à 8 GW/an d'éolien installés par an. Il a doublé la taxe sur le charbon et propose des aides pour fermer les centrales à charbon de plus de 25 ans. Cependant, le ministre ne cache pas que la production électrique issue du charbon continuera néanmoins à croître pour répondre à la double exigence d'amener l'électricité à tous les Indiens tout en répondant aux besoins d'une économie en plein développement.
Le gouvernement indien a annoncé en mars 2015 d’ambitieux objectifs de déploiement d’énergies renouvelables, visant un total de 150 GW de capacité installée d’ici à 2022, alors qu'en 2014, avec 34 GW installés, les énergies renouvelables fournissent 6,5 % de l’électricité du pays. L’éolien devra atteindre 60 GW en 2022, contre 22 465 MW installés fin 2014.

## Intégration au réseau
L'Inde commence déjà, comme l'Allemagne, le Danemark et la Chine, à éprouver des difficultés pour évacuer l'électricité produite par les éoliennes lors des périodes venteuses dans les zones où elles sont les plus nombreuses : un rapport de Power Grid Corporation of India préconise 400 milliards de roupies d'investissements pour renforcer les réseaux d'évacuation de l'électricité éolienne et solaire.

### Ouvrages
: document utilisé comme source pour la rédaction de cet article.
- (en) Global Wind Report 2025, Global Wind Energy Council, 23 avril 2025 (lire en ligne [PDF]).
- (en) Global Wind Report 2024, Global Wind Energy Council (GWEC), 16 avril 2024 (lire en ligne [PDF]).
- (en) Global Wind Report 2023, Global Wind Energy Council (GWEC), avril 2023 (lire en ligne [PDF]). .